# Archaeochlus ohakunensis
Archaeochlus ohakunensis är en tvåvingeart som först beskrevs av Freeman 1959.  Archaeochlus ohakunensis ingår i släktet Archaeochlus och familjen fjädermyggor. Inga underarter finns listade i Catalogue of Life.